# Daïra de T'Kout
La daïra de T'Kout es una daïra o (distrito) de Argelia situada en el  valiato de Batna cuya capital es la ciudad epónima T'Kout.

## Localización
La daïra está situada al sudeste del valiato de Batna.

## Municipios
La daïra está compuesta de tres municipios : Ghassira, Kimmel y T'Kout.